# Miturga annulipes
Miturga annulipes är en spindelart som först beskrevs av Lucas 1844.  Miturga annulipes ingår i släktet Miturga och familjen sporrspindlar. Inga underarter finns listade i Catalogue of Life.